# Air France
Az Air France a világ egyik legnagyobb légitársasága, az Air France-KLM csoport egyik leányvállalata, a SkyTeam légitársaság-szövetség egyik alapító tagja. Az Air France 20 franciaországi és 83 ország 150 külföldi célállomására indít menetrend szerinti utas- és teherszállító járatot. Globális bázisrepülőtere a Párizs-Charles de Gaulle repülőtér, a másodlagos központja pedig a Párizs–Orly repülőtér, a Lyon–Saint-Exupéry repülőtér és a Nizza Côte d’Azur repülőtér.
Az Air France 1933. október 7-én alakult meg az Air Orient, az Air Union, a Compagnie Générale Aéropostale, a Compagnie Internationale de Navigation Aérienne és a Société Générale de Transport Aérien összeolvadásával. 1990-ben felvásárolta két francia riválisát, az Air Inter belföldi és az Union des Transports Aériens (UTA) külföldi célokat kiszolgáló légitársaságot. A holland KLM légitársasággal való 2003-as összeolvadása előtt hetven évig az Air France volt a francia nemzeti légitársaság. 25,5 százalékos piaci részesedésével 2004 novemberében az Air France-KLM volt Európa legnagyobb légitársasága.
Hosszú útvonalain az Air France az Airbus és a Boeing szélestörzsű repülőgépeit üzemelteti, a közelebbi célállomásokra pedig az Airbus A320 család tagjait.

## Története

### Alapítása és a kezdetek

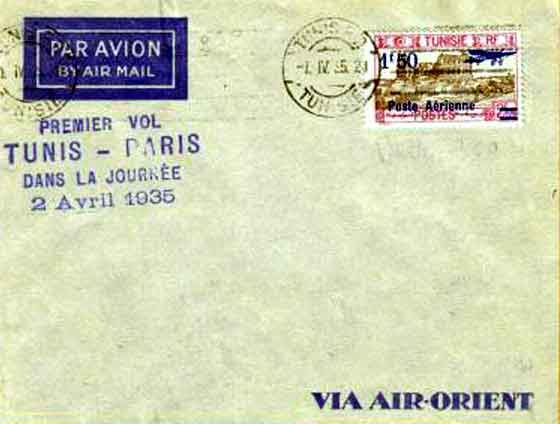
Képeslap az Air Orientről, amely számos másik francia légitársasággal összefogva 1933-ban megalapította az Air France-t.

Az Air France 1933. október 7-én alakult meg az Air Orient, az Air Union, a Compagnie Générale Aéropostale, a Compagnie Internationale de Navigation Aérienne (CIDNA) és a Société Générale de Transport Aérien (SGTA) összeolvadásával. Ez utóbbi volt az első francia légitársaság, amelyet még 1919-ben Lignes Aériennes Farman néven alapítottak. Az Air France alapító tagjai az alapítás évére már összetett hálózattal rendelkeztek Európában, a francia gyarmatokon, Észak-Afrikában és más egyéb területeken.
A második világháború alatt az Air France a marokkói Casablancába helyezte át a központját. 1945. június 26-án az összes francia légitársaságot államosították. Ugyanezen év december 29-én kormányrendelet határozott arról, hogy az egész francia légiközlekedési hálózatot az Air France irányítsa, amely célból 1946. január 1-jén megalakult az Société Nationale Air France. A hálózat mérete ekkorra már elérte a 160 000 kilométert, és szintén 1946-tól már légiutaskísérők fogadták az utasokat. A légitársaság Párizs belvárosában, az Invalidusoknál üzemeltette a terminálját, amelyből az utasokat busszal szállították a Párizs-Le Bourget-i repülőtérre.

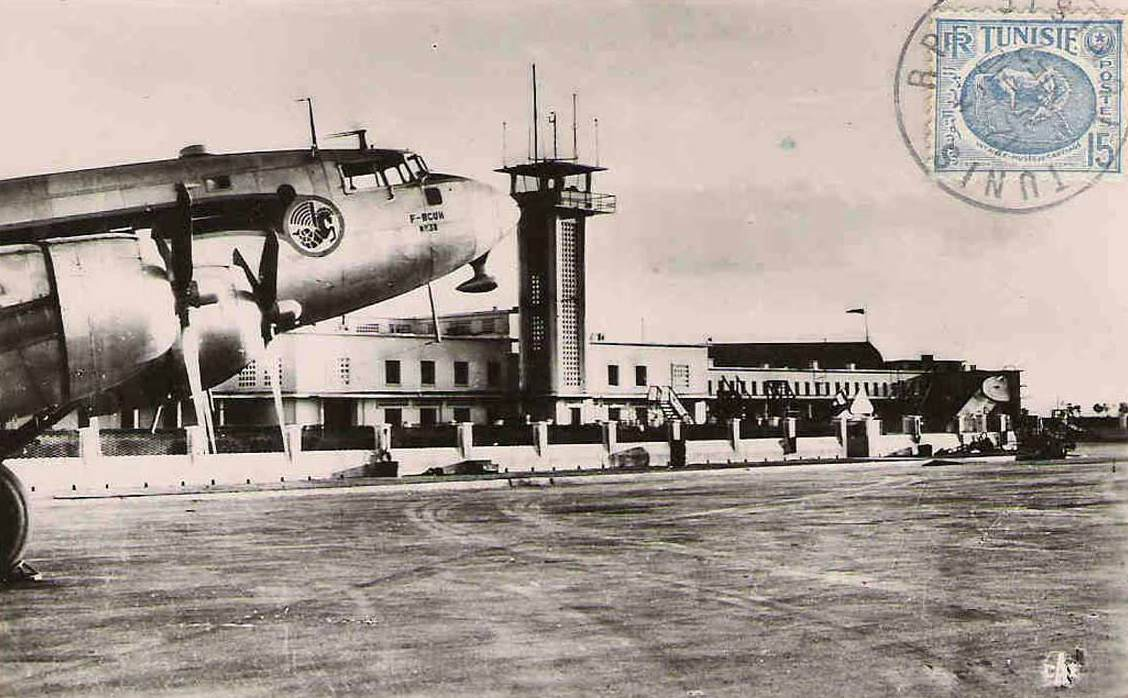
Egy Air France SE–161 Languedoc Tunéziában, 1952.

1946. július 1-jén az Air France beindította a Párizs-New York menetrend szerinti járatát, amely az írországi Shannonban és a kanadai Ganderben szállt le üzemanyagért. Az útvonalon repülő csillagmotoros Douglas DC–4 a távot valamivel 20 óra alatt tette meg. 1948-ra az Air France üzemeltette a világ egyik legnagyobb utasszállító-flottáját, 130 gépet. 1946-ban és 1948-ban a francia kormány két magántulajdonú légitársaság megalapítását is engedélyezte: Transports Aériens Intercontinentaux (TAI) és Socété Aérien des Transports Internationaux (SATI). Ez utóbbi 1949-ben beolvadt az Union Aéromaritime de Transport (UAT) légitársaságba, amely 1963-ban az Union des Transports Aériens (UTA), a legnagyobb független francia légitársaság és az Air France legjelentősebb francia konkurensének része lett.
1948. június 16-án kormányrendelettel létrejött az Air France véglegesebb vállalatformája, a Compagnie Nationale Air France, ekkor még 70 százalékos állami tulajdonnal. A következő évtizedek során a francia állam tulajdonrésze közvetlen és közvetett módon megközelítette a 100 százalékot, amely csak az 1990-es évek piacnyitásával csökkent.

### Átszervezése a sugárhajtású gépek korában

Utasok szállnak ki egy Sud-Est SE-161 Languedocból.

1952-ben az Air France az egész operatív és technikai részlegét áthelyezte a Párizs déli részén újonnan épült Párizs–Orly repülőtér déli termináljába. Addigra a hálózat tovább növekedett, hossza elérte a 250 000 kilométert.
Az Air France vásárolt az első sugárhajtású utasszállítóból, a tragikusan rövid karriert befutott első sorozatú de Havilland Cometből, de mellette Vickers Viscount turbólégcsavaros gépeket is üzemeltetett. 1953. szeptember 26-án a francia kormány határozata szerint az Air France-nak meg kellett osztania a hosszútávú útvonalat az újonnan megalapított magántulajdonú légitársaságokkal.
1960. február 23-án a francia kormány az Air France belföldi monopóliumát az Air Internek adta át. A belföldi hálózat elvesztéséért cserébe az Air France kisebbségi részesedéshez juthatott az Air Interben. Másnap az Air France-nak az afrikai útvonalain is osztoznia kellett, ezúttal az Air Afrique-kal és az UAT-vel. Az Air France a Sud Aviation Caravelle-lel és a Boeing 707-essel az 1960-as évektől kezdett folyamatosan sugárhajtású gépeket üzemeltetni. Az új gépeknek köszönhetően egyes útvonalakon a repülési idő a korábbi felére zsugorodott, az utasok pedig nagyobb kényelemben utazhattak. Az Air France szintén az elsők között vásárolt be a Boeing 747-esből, amely típus egyik legnagyobb üzemeltetőjévé vált.

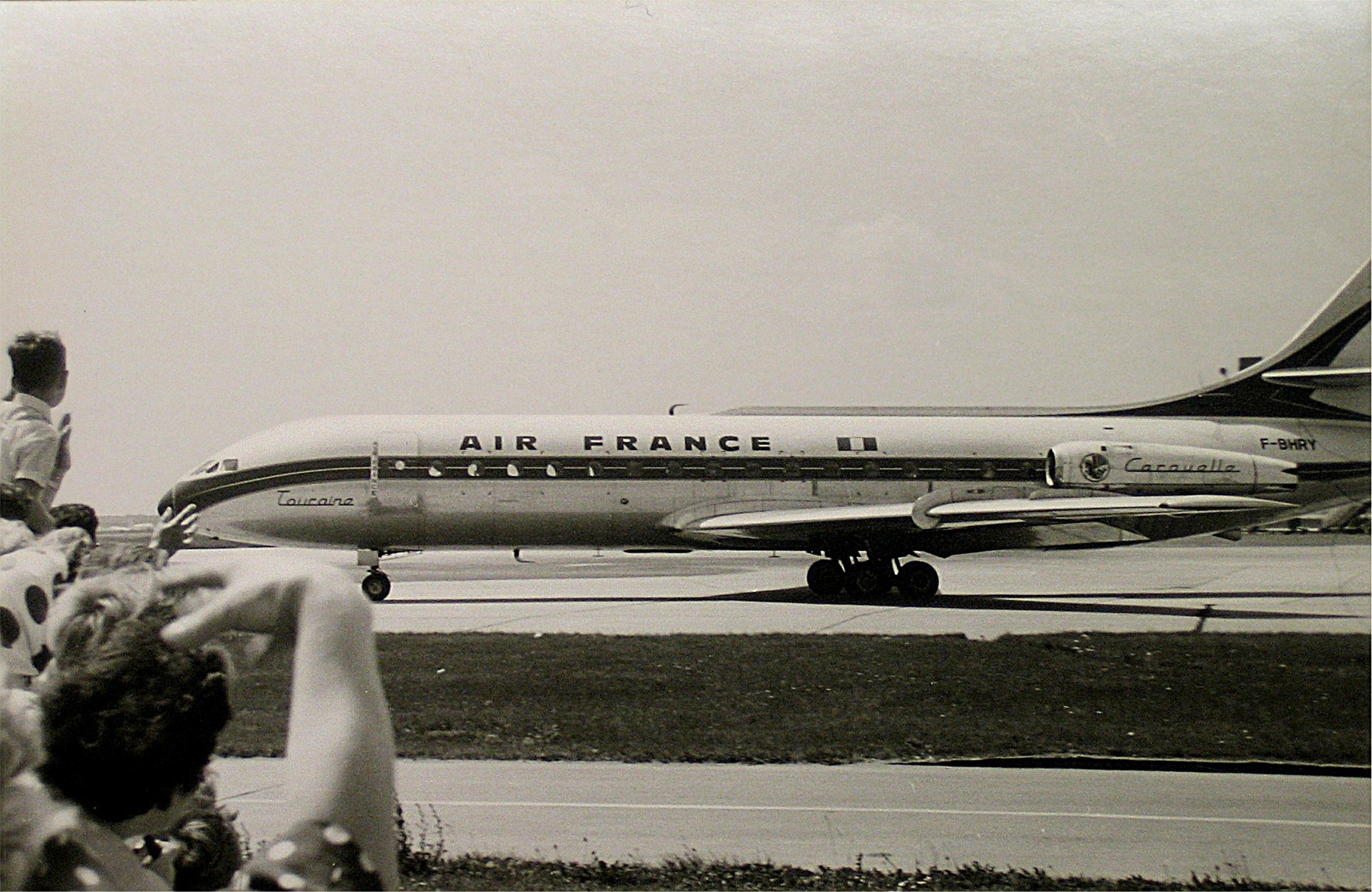
Az Air France egyik Caravelle utasszállítója Algírban, 1963.

1963. február elsején az Air France és a magán légitársaságok között a francia kormány hivatalosan is felosztotta az útvonalakat. Az Air France kivonult nyugat-Afrikából (kivéve Szenegált), közép-Afrikából (kivéve Burundit és Ruandát), dél-Afrikából, észak-Afrikában Líbiából, a Közel-Keleten Bahreinből és Ománból, Dél-Ázsiában Srí Lankából (akkor még Ceylon), délkelet-Ázsiában Indonéziából, Malajziából, és Szingapúrból, valamint Ausztráliából, Új-Zélandról, Új-Kaledóniából és Tahitiről. Ezeket az útvonalakat az UTA kapta meg, ahogy a Japán–Új-Kaledónia, a Japán–Új-Zéland, a Dél-Afrika–Réunion és a Los Angeles–Tahiti útvonalakat is.
1974-től kezdve az Air France elkezdte a járatait áthelyezni a Párizs északi részén újonnan épült Charles de Gaulle repülőtérre. Az 1980-as évek elejére már csak néhány célállomásra indítottak járatokat az Orly-ról: Korzika, Martinique, Guadeloupe, Francia Guyana, Réunion, Kelet-Európa (a Szovjetunió kivételével), Dél-Európa (Görögország és Olaszország kivételével), valamint napi egy New York-i járatot. 1974-ben az Air France lett az első légitársaság, amelyik az új Airbus A300-at üzemeltette.

### Rivalizálások és a Concorde

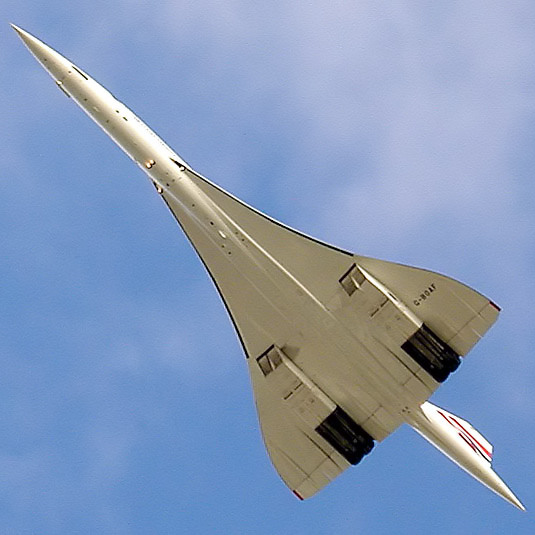
A Concorde-ot az Air France és a British Airways üzemeltette közel három évtizeden át.

1976. január 21-én az Air France a Concorde-dal beindította az első hangsebesség feletti menetrend szerinti járatát Párizs és Rio de Janeiro között. Ezt az útvonalat a következő évben követte a Párizs–Washington Dulles és a Párizs–New York JFK (a Concord pályafutásának végén utóbbi maradt meg egyetlen szuperszonikus járatnak). A Párizs és New York közötti távot a gép három óra 23 perc alatt teljesítette és a hangsebesség kétszeresével repült. Az USA városaiba egy ideig a gép zajártalma miatt nem kapott leszállási engedélyt. Az Air France és a British Airways üzemeltetett csak hangsebesség feletti utasszállító járatokat, közel három évtizeden át.
1983-ra, az Air France megalakulásának ötvenedik évfordulójára a vállalat több, mint 34 000 alkalmazottal, közel 100 sugárhajtású repülőgéppel (ebből 33 Boeing 747) és 634 000 km hosszú, 73 ország 150 célállomását kiszolgáló hálózattal rendelkezett. Ezzel az Air France a világ negyedik legnagyobb menetrend szerinti utasszállító és második legnagyobb teherszállító légitársasága volt. Az Air France code-sharing szerződéseket kötött számos francia regionális légitársasággal, többek között a TAT-tal. A TAT egyes nemzetközi járatait Air France színűre festette

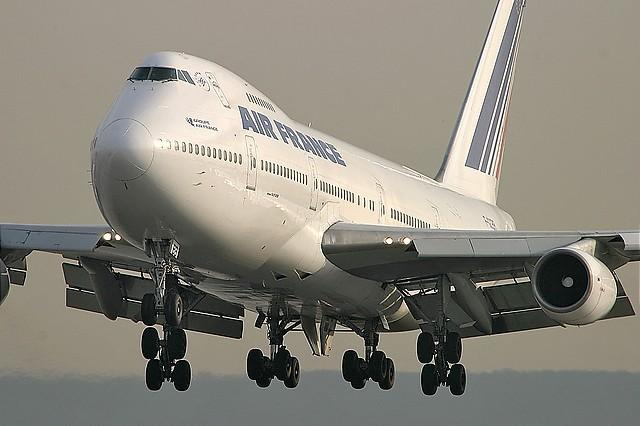
Az Air France 1983-ra már 33 darab Boeing 747-est üzemeltetett.

1986-ban a francia kormány enyhített az Air France, az Air Inter és az UTA útvonal-megosztások addigi szigorításain, és ezáltal a konkurens légitársaságok előtt megnyitotta azokat a jövedelmező útvonalakat is, amelyeken az Air France 1963. óta monopóliumot élvezett. A Párizs–San Francisco útvonal lett az első, amelyen az UTA harcba szállt az Air France-szal. Erre az Air France válaszul beindította a saját Los Angeles–Tahiti járatát. Az UTA sikeresen lobbizott a francia kormánynál az új útvonalak megnyitásának érdekében, amely eredményeként gyorsabb növekedésre volt képes.
1988-ban az Air France vezette be az elsők között az fly-by-wire vezérlésű Airbus A320-at.

### Felvásárlásai és privatizációja

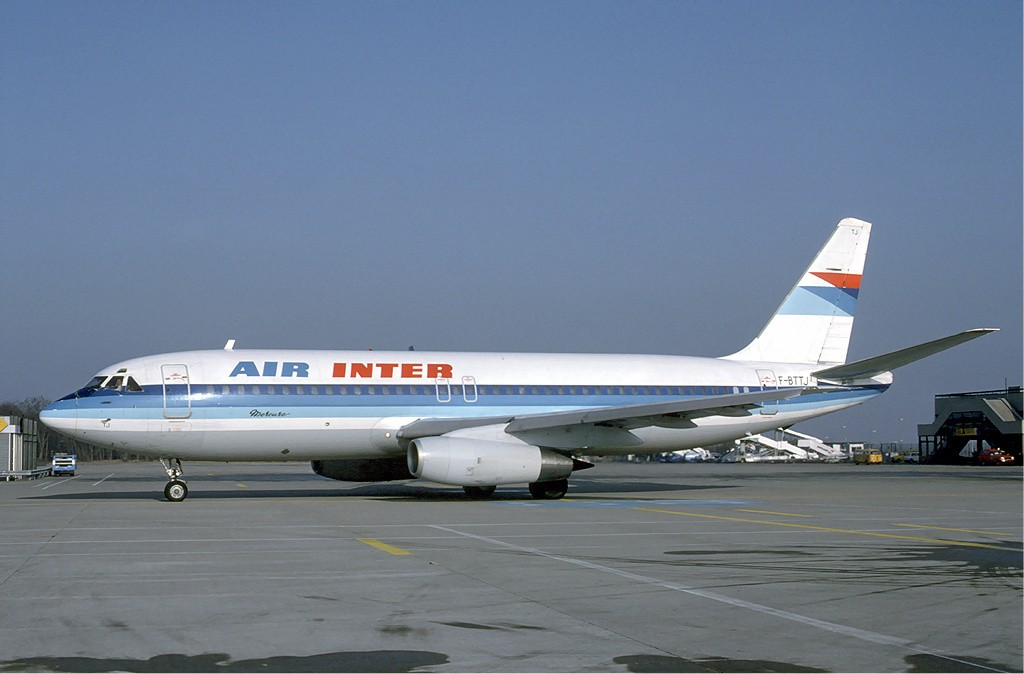
Egy Dassault Mercure az Air Inter flottájából, amely 1990-ben olvadt bele az Air France-ba.

1990. január 12-én a francia kormány tulajdonát képező Air France, a félig kormánytulajdonú Air Inter és a teljesen magántulajdonú UTA összeolvadt, és létrejött az új Air France. Az összeolvadást a francia kormány kezdeményezte, mivel egy olyan egységesített nemzeti légitársaságot kívánt létrehozni, amely az EU légügyi liberalizációs lépései után is globális jelentőségű légitársaságként képes fennmaradni.
1994. július 25-én kormányhatározat útján megalakult a Group Air France, amely 1994. szeptember 1-jén kezdte meg működését azzal, hogy felvásárolta az Air France cégcsoport részesedéseit az Air France-ban és az Air Inter-ben (ez utóbbit később Air France Europe-ra nevezték át). 1994. augusztus 31-én Stephen Wolfot, a United Airlines korábbi vezérigazgatóját kinevezték tanácsadónak az Air France csoport vezérigazgatója, Christian Blanc mellé. Wolf vezette be a hub and spoke modellt, amely eredményeként az Air France fő csomópontja a Párizs-Charles de Gaulle repülőtér lett. Wolf 1996-ban lemondott tisztségéről, hogy a US Airways vezérigazgatója lehessen. 1997-ben az Air France Europe teljesen beolvadt az Air France-ba.
1999. február 19-én a francia kormány jóváhagyta az Air France részleges privatizálását. A cég részvényeit 1999. február 22-én vezették be a párizsi tőzsdére. 1999 júniusában az Air France és a Delta Air Lines létrehozott egy bilaterális transzatlanti szövetséget, amely 2000. június 22-én a SkyTeam néven globális légitársasági szövetséggé alakult.

### Air France-KLM fúzió
2003. szeptember 30-án az Air France és a holland KLM bejelentette, hogy összeolvadnak. Az új vállalat neve Air France-KLM lett. A fúzió 2004. május 5-én vált véglegessé, az új cégben az Air France korábbi részvényesei 81 százalékot birtokoltak (44 százalékot a francia állam, 37 százalékot magánbefektetők). A Jean-Pierre Raffarin-kormány azon döntése, hogy a francia állam részesedését 54,4 százalékról 44 százalékra csökkentse gyakorlatilag az újonnan létrejött vállalat privatizálását is jelentette. 2004 decemberében a francia állam további 18,4 százalékos részesedését értékesítette, napjainkban már csak 20 százalék alatti tulajdonrésszel bír.
Az Air France-KLM operatív bevételtét nézve a világ legnagyobb légitársasága, utas kilométert nézve a világon harmadik (Európában az első). Bár az Air France és a KLM közös cég tulajdonában vannak, mindkettő továbbra is a saját márkanevén üzemelteti a repülőgépeit. Az Air France-KLM továbbra is a SkyTeam szövetség tagja. Az Air France-KLM-nek 2004 márciusában 71 654 alkalmazottja volt, 2007 márciusában pedig 102 422.

### "Nyílt égbolt" kezdeményezés

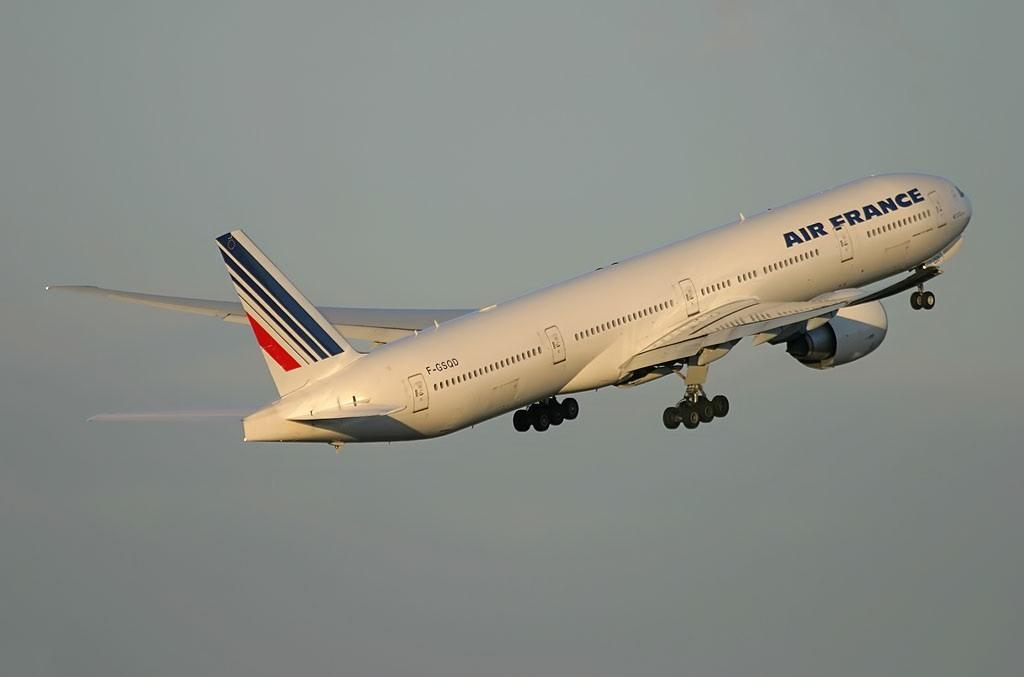
Az Air France az első Boeing 777-300ER-jét 2004-ben vásárolta.

2007. október 17-én az Air France-KLM és a Delta Air Lines bejelentette egy bevétel- és profit-megosztó transzatlanti vegyesvállalat elképzelését, amely 2008. március 29-én életbe is lépett. A szövetség célja az EU és az USA között létrejött "Nyílt égbolt" egyezmény előnyeinek kihasználása volt, mely következményeként a London-Heathrow-i repülőtéren megszűnt a légitársaságok közötti verseny korlátozása. A kezdeményezés szerint az Air France és a Delta, valamint a szintén SkyTeam-tag Continental Airlines és Northwest Airlines napi kilenc járatot indítana a Heathrow és az USA között, többek között egy Heathrow-Los Angeles járatot az Air France üzemeltetésében. A London-Los Angeles járat azonban nem váltotta be a hozzá fűzött reményeket, és 2008 novemberében megszüntették.

### Alitalia részesedés
2009. január 13-án az Air France-KLM megvásárolta a frissen privatizált Alitalia 25 százalékos részvénypakettjét. A lépés egy esetleges fúzió első szakasza is lehet.

## Flottája
| Típus              | Darab              | Rendelés           | Opció              | Kapacitás (Első/Business/Turista) | Távolság            | Megjegyzés                                        |
| Utasszállító gépek | Utasszállító gépek | Utasszállító gépek | Utasszállító gépek | Utasszállító gépek                | Utasszállító gépek  | Utasszállító gépek                                |
| ------------------ | ------------------ | ------------------ | ------------------ | --------------------------------- | ------------------- | ------------------------------------------------- |
| Airbus A318-100    | 18                 | 0                  | 0                  | 123 (0/0/123)                     | Rövid- és középtáv  | A legnagyobb A318 üzemeltető                      |
| Airbus A319-100    | 38                 | 0                  | 0                  | 142 (0/0/142)                     | Rövid- és középtáv  |                                                   |
| Airbus A319LR      | 6                  | 0                  | 0                  | 79 (28/51)                        | Közép- és hosszútáv | Business és turista osztály ülések                |
| Airbus A320-200    | 38                 | 0                  | 0                  | 165 (0/0/165)                     | Rövid- és középtáv  |                                                   |
| Airbus A321-100    | 5                  | 0                  | 0                  | 206 (0/0/206)                     | Rövid- és középtáv  | Leváltja majd az Airbus A321-200                  |
| Airbus A321-200    | 15                 | 0                  | 0                  | 200 (0/0/200)                     | Rövid- és középtáv  |                                                   |
| Airbus A330-200    | 14                 | 0                  | 0                  | 219 (0/40/179)                    | Hosszútáv           | 2009 júniusában egy gép az Atlanti-óceánba zuhant |
| Airbus A340-300    | 9                  | 0                  | 0                  | 272 (0/36/236) 289 (0/30/259)     | Hosszútáv           |                                                   |
| Airbus A350-900    | 0                  | 21                 | 0                  | ?                                 | Hosszútáv           |                                                   |
| Airbus A380-800    | 10                 | 0                  | 0                  | 538 (9/80/449)                    | Hosszútáv           |                                                   |
| Boeing 777-200ER   | 25                 | 0                  | 0                  | 264 (4/49/211)                    | Hosszútáv           |                                                   |
| Boeing 777-300ER   | 43                 | 0                  | 0                  | 310 (8/67/235) 472 (14/36/422)    | Hosszútáv           | Típust bevezető légitársaság                      |
| Boeing 787-9       | 5                  | 12                 | 0                  | 276 (30/25/221)                   | Hosszútáv           |                                                   |
| Air France Cargo   |                    |                    |                    |                                   |                     |                                                   |
| Boeing 747-400BCF  | 4                  | 6                  | 0                  | Teher                             | Teher               | Utasszállító gépből 6 darab lesz átalakítva       |
| Boeing 747-400ERF  | 5                  | 0                  | 0                  | Teher                             | Teher               |                                                   |
| Boeing 777F        | 2                  | 3                  | 3                  | Teher                             | Teher               | Típust bevezető légitársaság                      |

2009 januárjában az Air France flottájának átlagéletkora 9,5 év volt.

## Code-sharing megállapodásai
A Brit Air, CityJet és Régional leányvállalatai valamint a SkyTeam szövetség tagjain túl az Air France törzsutas programot kínál nagyjából kéttucatnyi légitársaság számára:

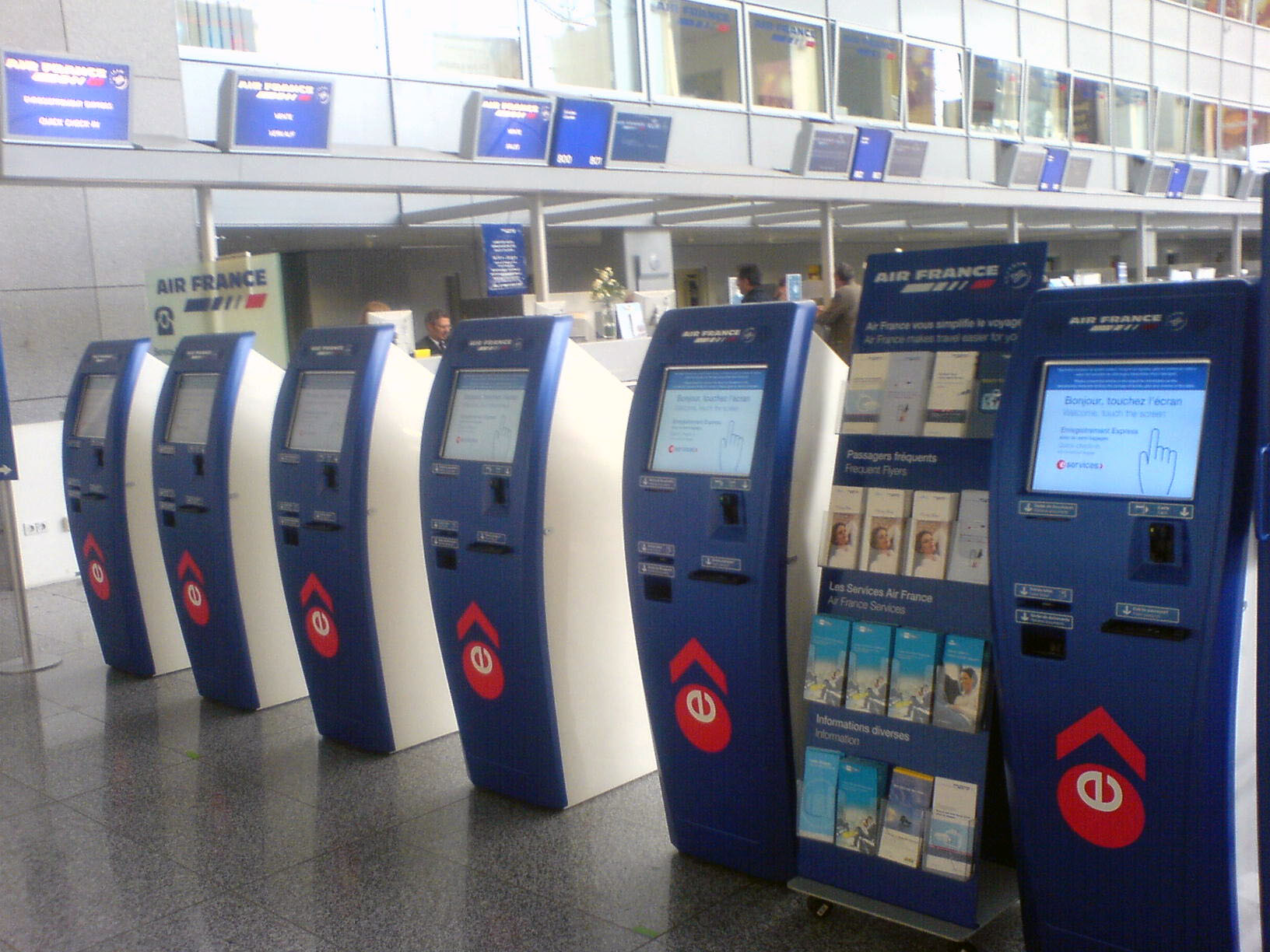
Az Air France e-check-in pultjai

| - Air India (Star Alliance tag 2010-től) - Aircalin - Air Mauritius - Air Seychelles - Alaska Airlines - Austrian Airlines (Star Alliance tag) - Avianca - Bulgaria Air - CCM Airlines - China Eastern - Croatia Airlines - Finnair (Oneworld tag) | - Iran Air - JAL (Japan Airlines) (Oneworld tag) - Air Serbia - LOT (Star Alliance tag) - Luxair - MEA (Middle East Airlines) (SkyTeam tag 2009-től) - Qantas (Oneworld tag) - Royal Air Maroc - TAAG Angola Airlines - TAROM (SkyTeam tag 2009-től) - Tunisair - WestJet (2010 elejétől) |

## Fordítás
- Ez a szócikk részben vagy egészben az Air France című angol Wikipédia-szócikk ezen változatának fordításán alapul.  Az eredeti cikk szerkesztőit annak laptörténete sorolja fel. Ez a jelzés csupán a megfogalmazás eredetét és a szerzői jogokat jelzi, nem szolgál a cikkben szereplő információk forrásmegjelöléseként.